# Мухаммад Ільтузар-хан
Мухаммад Ільтузар-хан (д/н—1806) — хівинський хан у 1804—1806 роках.

## Життєпис
Походив з династії Кунгратів. Син Мухаммад Аваз-бія. 1804 року після смерті батька у спадкував владу інака. Невдовзі повалив номінального хана Абулгазі III, а сам прийняв титул хана. До цього часу цей титул могли носити лише нащадки Чингісхана. Для зміцнення своєї династії він узяв за дружину дочку одного з ургенцьких сайїдів Ахта-Ходжі.
Продовжував політику батька з відновлення економіки країни. Він провів податкову реформу, посиливши централізацію збору податків у державі. У його правління проводилися великі іригаційні роботи.
Спочатку намагався підкорити аральських кунгратів, але зазнав поразки від Туре Суфі. Невдовзі по поверненню наказав стратити Бек-Пулада, аталика уйгурів, який постійно критикував дії хана. Це спричинило повстання уйгурів, яке було жорстоко придушено. Здійснив вдалий похід проти туркменських племен ямудів, які кочували в горах Карадага.
Продовжував підтримувалися дипломатичні відносини з Російською і Османською імперіями. Ільтузар-хан прикрасив столицю держави новими спорудами. У 1806 році здійснив похід проти бухарського еміра Хайдар Тури, який закінчився поразкою хівинців. При відступі Ільтузар-хан потонув під час переправи через Амудар'ю.
Влада перейшла до його брата Мухаммада Рахим-хана I.